# Jus de fruits

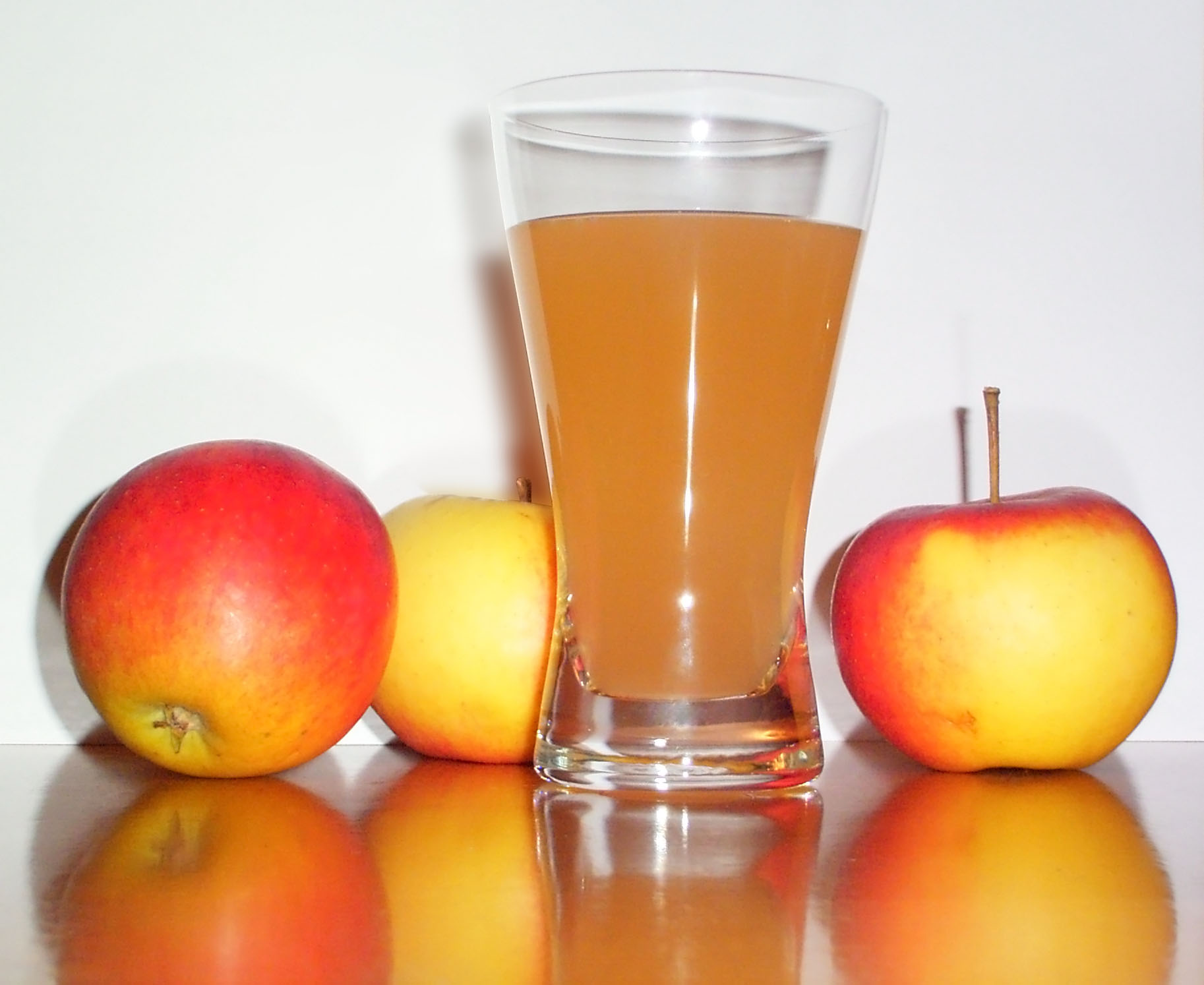
Pommes et jus de pomme.

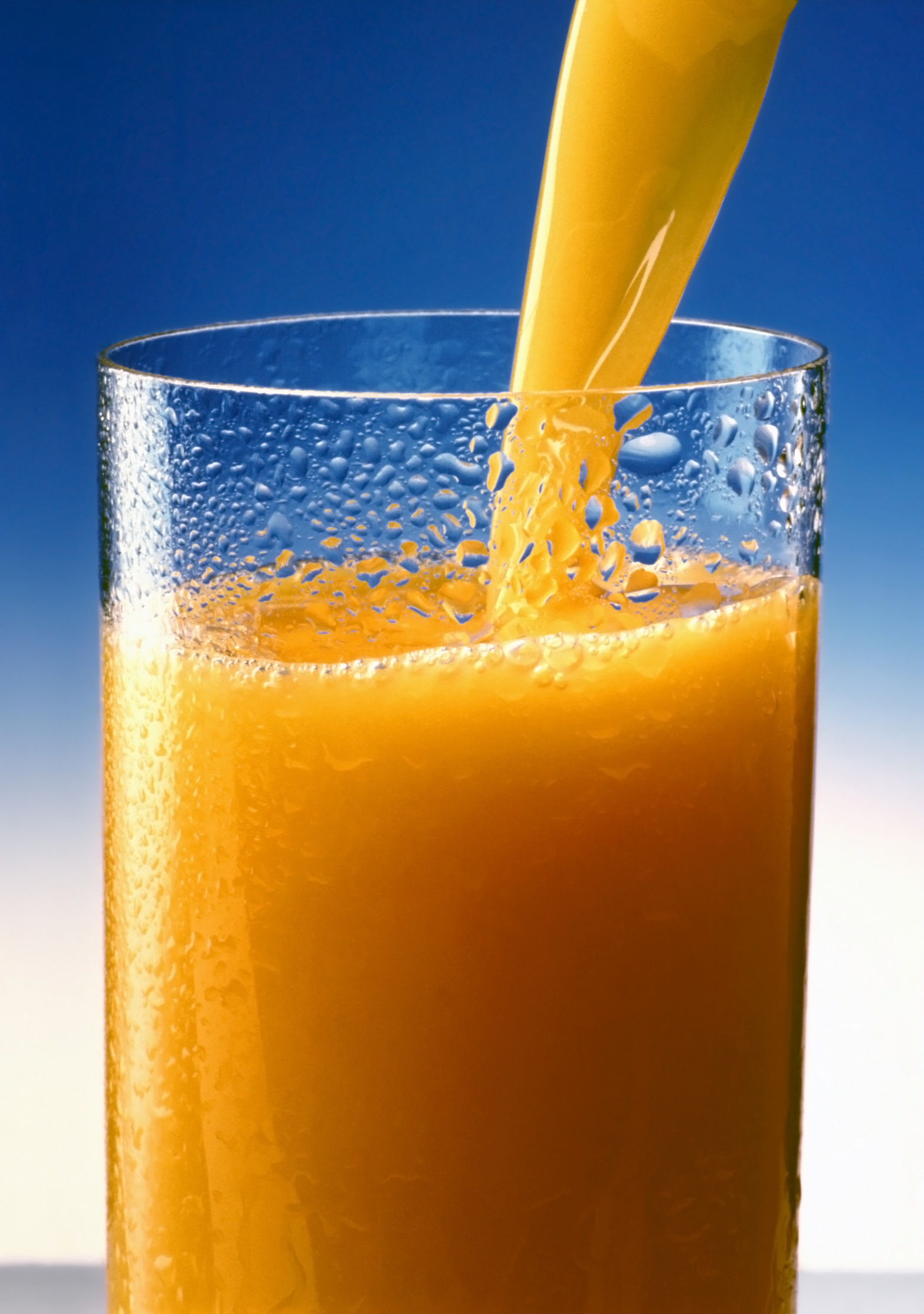
Verre de jus d'orange

Le jus de fruits est une boisson obtenue à partir de fruits. La variété de jus de fruits différents est extrêmement grande. En général, la consommation de fruits entiers est préférable à celle de jus de fruits,,,,. 

## Classification commerciale
Conformément à la réglementation de l'ONU, les jus de fruits peuvent être classés commercialement dans les catégories suivantes :
- les purs jus ou 100 % purs jus sont obtenus par simple pression des fruits, sans adjonction de sucre ou d'additifs tels que colorants ou conservateur, mais possiblement aromatisé : en effet, l'élimination de l'oxygène lors de la pasteurisation élimine également les composés aromatisants, les fabricants ajoutent donc un pack d'arômes (qui peut être naturel ou non). La réglementation n'oblige pas les fabricants à en faire mention sur l'emballage de sorte qu'il n'est pas possible d'identifier les purs jus aromatisés ou non[7]. Ils peuvent également être clarifiés, par filtrage (pour enlever la pulpe) ou par digestion enzymatique (des enzymes sont alors ajoutés dans le jus de façon que celui-ci soit translucide). A contrario, le pur jus sans clarification est appelé jus trouble. Le pur jus de pomme trouble trouve sa valeur ajoutée dans sa teneur en polyphénols, dont des tanins, des acides phénoliques et des flavanols (68 mg/100ml)[8] ;
- les jus à base de concentré (ABC) sont des jus auxquels on retire l'eau par évaporation sur le lieu même de l’exploitation et par la suite on congèle le concentré ainsi obtenu. Cette concentration a pour but d'amoindrir les coûts de stockage et de transport. Dès son arrivée sur le lieu de conditionnement, le jus est reconstitué par adjonction de la même quantité d’eau qui avait été préalablement enlevée, et parfois de sucre pour rectifier la saveur (cependant de nombreux jus à base de concentrés portent la mention 100% fruits ou sans sucres ajoutés conformément à la réglementation) ;
- les nectars de fruits sont constitués d'eau, de jus concentré ou de purée de fruits (plus de 25 ou 50 % selon les fruits) et de sucre, ainsi que, dans certains cas, d'édulcorants ;
- les smoothies sont des boissons à base de purée de fruits (fruits mixés ou parfois centrifugés), éventuellement rendue liquide par l'adjonction d'un jus aqueux (orange, concombre, etc.), sans aucun autre ajout ni retrait ;
- les appellations du type boisson aux fruits ou boisson goût [fruit] ne sont pas des jus de fruits et sont généralement des eaux aromatisées plus ou moins proches des sodas, contenant du sucre industriel en grande quantité, des sirops ou des arômes de synthèse, et souvent des additifs chimiques (colorants, conservateurs, édulcorants, exhausteurs de goût, agents de texture, etc.), sans obligation d'extrait végétal naturel. Un exemple populaire en France est la marque Capri-Sun[9].

Ce qui différencie ces cinq catégories d'aliment, c’est la quantité, le type de jus qu’ils contiennent, les proportions et leur valeur nutritive.
Les colorants et les conservateurs sont interdits dans les jus et les nectars. Du sucre (saccharose) est souvent ajouté pour corriger l'acidité des nectars, ou les rendre plus agréables en bouche. Une partie des vitamines se dégrade pendant les processus de fabrication, et les jus sont parfois complémentés en vitamines de synthèse, moins assimilables. Si le fruit est transformé industriellement, des additifs et auxiliaires technologiques peuvent y être ajoutés, certains étant suspectés d'avoir des effets secondaires nocifs comme le diméticone.
Du fait du coût élevé de certains fruits, une grande partie des jus « multifruits » du commerce sont en réalité des jus de pomme (jus le moins cher) ou parfois d'orange, aromatisés avec un concentré ou des arômes artificiels d'autres fruits : la composition est normalement indiquée sur l'emballage.

### Législation
En France, la consommation de jus de fruit dans les « bars à fruits » ou « bars à jus de fruits » est soumise à l'acquisition de la licence I (boissons sans alcool) en application de l'article L.3321-1 du code de la santé publique,.

## Provenances
Les jus de fruits peuvent être ménagers ou issus du commerce (fermiers, artisanaux, ou industriels) :
- crus (ménagers, fermiers) ;
- pasteurisés (ménagers, fermiers, artisanaux) ;
- « flash-pasteurisé» (industrie agroalimentaire) ;
- stérilisés (industrie agroalimentaire).

## Consommation
Les plus grands consommateurs de jus de fruits sont les Allemands : 39,6 litres, consommés annuellement par personne. Ils sont suivis par les Américains, qui en consomment annuellement 33 litres par personne.
Les jus de fruits les plus consommés en Allemagne, en 2004, étaient les suivants :
- Le jus de pomme (12,8 L) ;
- Le jus d'orange (8,9 L) ;
- Le jus multivitaminé (3,8 L) [essentiellement constitué de jus de pomme et d'orange] ;
- Le jus de raisin (1,3 L) ;
- Le jus de banane (1 L) ;

## Effets sur la santé
Dans une étude de 2013, la consommation de jus de fruits était associée à une augmentation de 8 % du risque de diabète. Tandis que la consommation de fruits était associée à une diminution de 1 à 26 % (en fonction du type de fruit) de ce même risque. Cela pourrait notamment s'expliquer par l'absence de fibres dans les jus de fruits - celles-ci diminuant le risque de diabète, - ou l'apport énergétique plus élevé - 120 ml de jus d'orange étant par exemple l'équivalent de 2 à 3 oranges. La vitesse d'absorption du jus est également supérieure à celle d'un fruit frais, ce qui entraîne une métabolisation rapide du sucre (et à l'inverse une moindre dégradation enzymatique des composés complexes), plus propice au stockage de l'énergie (sous forme de graisse) et aux effets indésirables sur l'organisme (diabète).